# Щеврик азійський

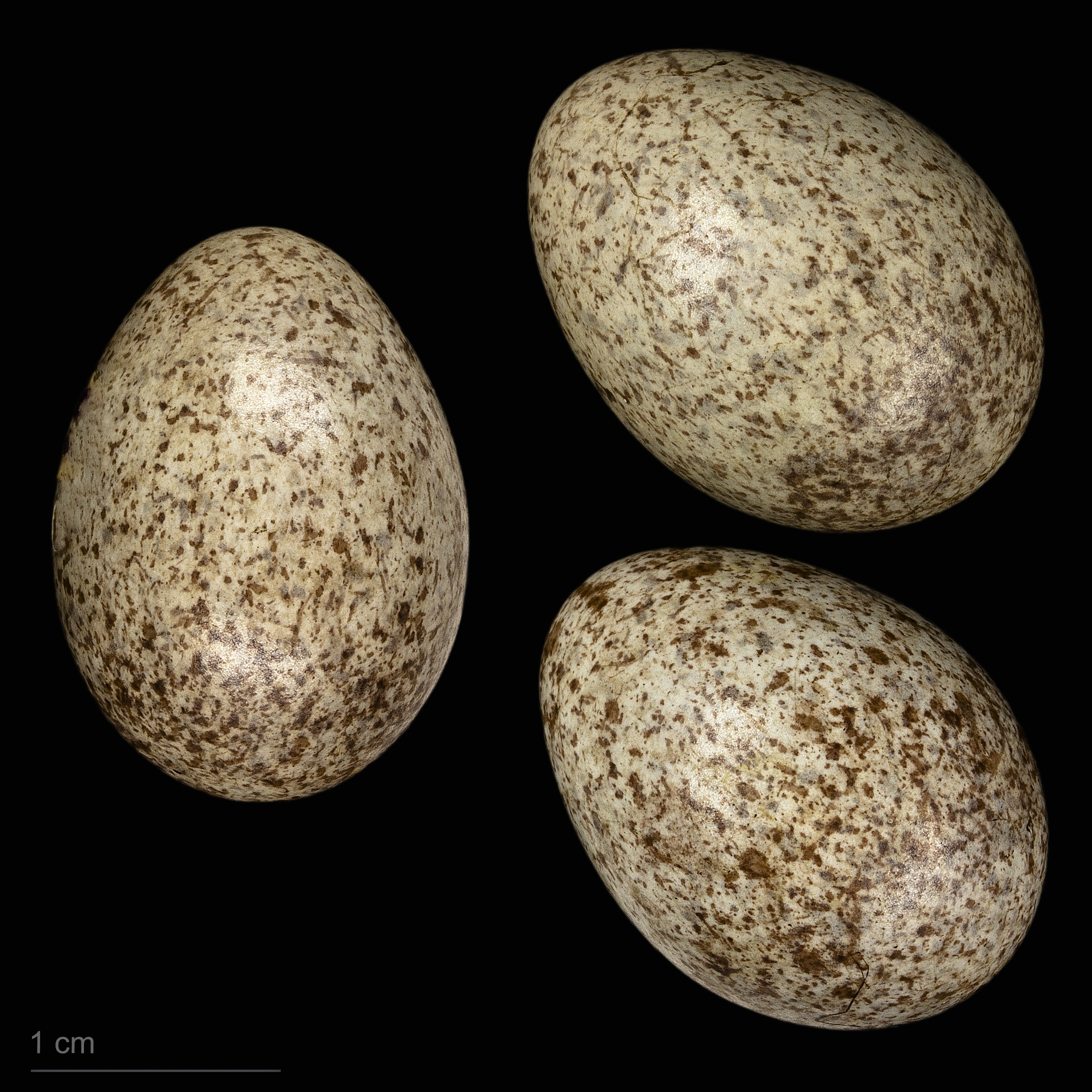
яйце Anthus richardi - Тулузький музей

Щеврик азійський (Anthus richardi) — вид горобцеподібних птахів родини плискових (Motacillidae).

## Поширення
Ареал гніздування простягається від півдня Сибіру через Монголію та Казахстан, досягаючи північної половини Китаю, аж до Тихого океану. З серпня по вересень мігрує на південь на Індійський субконтинент, південний Китай і Південно-Східну Азію аж до Шрі-Ланки, Сінгапуру та північного Борнео. Регулярно невелика частина популяції восени мігрує до Європи, Близького Сходу і Північна Африка. Існує невелика популяція, яка зазвичай зимує на півдні Іспанії.
Мешкає у вологих луках на високих рівнинах і на схилах гір. У своєму міграційному проході зазвичай спостерігається на окультурених ділянках, особливо на перелогах і полях зі стернею, а також на мілководдях і піщаних пляжах.

## Опис
Досить великий представник родини. Сягає 17-20 см завдовжки, розмах крил від 29 до 33 см, вага 25-36 г. У порівнянні з іншими видами у птиці незвичайно довгі ноги та пальці, задній кіготь також дуже довгий та прямий. Верхня частина тіла коричневого кольору з темними поздовжніми смужками. Горло і бічні сторони тіла від бежевого до коричневого кольору, на горлі також є виразні темні смуги. Оперення нижньої частини тіла біле.